# Katosan
Katosan fou un estat tributari protegit a l'agència de Mahi Kantha, província de Gujarat, presidència de Bombai, amb una població de 4550 habitants (el 1872) repartits en 29 pobles, i població el 1931 de 5.803 habitants. Tenia uns ingressos estimats de 2500 lliures i pagava com a tribut al Gaikwar de Baroda 54,8 lliures. Els sobirans eren Mukwana kolis; el títol era el de thakur. El darrer thakur fou Shri Kirtisinhji Takatsinhji que va governar del 1932 al 1948 (del 1932 al 1941 com a menor)
Vegeu també: Katosan (thana)